# Emilia Mariani

Emilia Mariani nel 1916.

Emilia Mariani (Torino, 23 marzo 1854 – Firenze, 27 febbraio 1917), è stata una insegnante elementare italiana, socialista e femminista.

## Biografia
Nacque da Gerardo e da Rosa Marchisio. Compì studi magistrali e, ottenuto il diploma, si dedicò all'insegnamento per trentotto anni.
Il suo nome è legato alle battaglie per l'emancipazione femminile e alle lotte per il miglioramento delle condizioni lavorative delle maestre e l'equiparazione alle condizioni degli insegnanti di sesso maschile. Nel 1897, partecipò alla fondazione di una delle prime associazioni sindacali di categoria.
Coltivò sin da giovane la passione per la scrittura e fu autrice di numerosi racconti e commedie, prevalentemente ma non esclusivamente diretti al pubblico infantile. Collaborò a molti giornali politici del tempo, tra cui La Donna, fondato a Padova nel 1868 da Gualberta Alaide Beccari.
I suoi contributi sulla rivista riguardarono soprattutto le tematiche relative all'istruzione e al lavoro femminili.
Nel 1890 partecipò come inviata del giornale alla cosiddetta Conferenza Beatrice, organizzata da Angelo De Gubernatis in occasione dell'esposizione di Firenze. Aderì poco dopo al Partito Socialista Italiano ritenendo che la militanza socialista fosse in quel momento la sede migliore di una lotta per l'emancipazione femminile. Negli anni novanta partecipò a numerose esperienze giornalistiche, in riviste quali Cordelia, Vita femminile italiana, Flora letteraria, il periodico dell'Unione maestri di Torino che diresse dal 1891 al 1894. 
Fece parte anche della redazione di Per l'idea. Periodico di letteratura socialista, supplemento de Il Grido del popolo e voce degli intellettuali socialisti torinesi. A quel tempo strinse amicizia con Edmondo De Amicis e Andrea Costa, con i quali scambiò numerose lettere in occasione dei disordini politici del 1898.
Nel 1895 fondò la sezione torinese delle Leghe per la tutela degli interessi femminili, organizzazioni che si proponevano di difendere gli interessi delle lavoratrici del ceto medio, e nel 1897, insieme con Linda Malnati e Rosy Amadori, assunse la direzione di Vita femminile, organo dell'Associazione.
Nel 1899 fondò, insieme con Irma Melany-Scodnick, il settimanale L'Italia femminile, la cui direzione fu affidata a Rina Faccio, la futura Sibilla Aleramo. 
Nel 1904 fondò a Torino un periodico totalmente proprio, Cronache femminili, un quindicinale diretto alle donne lavoratrici, che, benché di vita assai breve (si pubblicò infatti da gennaio a maggio del 1904), svolse un ruolo di rilievo nell'ambito dell'informazione emancipazionista. Contemporaneamente all'attività giornalistica partecipò a numerose iniziative sociali ed educative, quali la Pro Puerizia e l'Università popolare.
La riflessione sulle peculiarità della condizione femminile la portò a sviluppare posizioni autonome rispetto a quelle del Partito socialista e ad approdare a quello che Franca Pieroni Bortolotti definì "femminismo rigoroso". Dal 1905 al 1925 è membro della società cooperativa Unione Femminile Nazionale fondata a Milano da Ersilia Majno Bronzini. Nel 1906 fu protagonista della fondazione del Comitato pro voto donne di Torino, organismo aderente al Comitato nazionale pro suffragio, che fu uno degli organismi più attivi nella lotta per la conquista del voto alle donne.
Il comitato si fece promotore anche di altre battaglie per l'emancipazione femminile, come la parità salariale fra uomo e donna, il divorzio, la ricerca della paternità.
La sua vita si incrociò con quella della prima avvocata italiana Lidia Poët, anch'essa socia della società cooperativa Unione Femminile e presidente del comitato pro voto di Torino dal 1922.
Allo scoppio della prima guerra mondiale, si schierò su posizioni interventiste, e con lei l'intero Comitato: questo determinò il suo definitivo distacco dal Partito Socialista Italiano. 
Il Comitato pro voto si trasformò perciò in un organo di propaganda bellica e di iniziativa a favore dei militari e delle loro famiglie, un cambiamento che fu all'origine di molte polemiche.
Nel febbraio del 1917 morì improvvisamente a Firenze nel corso di uno dei viaggi legati alla sua attività di sostegno allo sforzo bellico. Rispettando le sue volontà, il suo corpo fu cremato e posto nel settore Ariodante Fabretti del Tempio Crematorio del Cimitero Monumentale di Torino, in una celletta dietro una caratteristica lapide dall'epigrafe in caratteri corsivi, che recita: "Visse per la gioventù, istruendo ed educando al bene. Fu semplice, buona, affettuosa. Amò i fiori, predilesse i bimbi. Il devoto omaggio di questi ti sarà continuato dalla tua famiglia, che solamente ora trova conforto nell'averti presso di sé nella tua città natale che tanto amasti. E fiori, fiori e fiori olezzeranno sempre presso le tue ceneri benedette".

## Opere
- Ascensione femminile. Scritti scelti
- Ore di ricreazione: commediole e dialoghi per feste scolastiche, Torino 1887
- Memorie e figure, Milano 1899
- Londra e Parigi: impressioni di viaggio, Milano, 1905.